# Rhytidostemma fontellanum
Rhytidostemma fontellanum är en oleanderväxtart som beskrevs av Morillo. Rhytidostemma fontellanum ingår i släktet Rhytidostemma och familjen oleanderväxter. Inga underarter finns listade i Catalogue of Life.